# San Gabriel (fleuve)
Pour les articles homonymes, voir San Gabriel.
Le fleuve San Gabriel est un cours d'eau du sud de la Californie qui mesure environ 93 kilomètres de long et dont le débit moyen est d'environ 6 m3/s. Il prend sa source dans les monts San Gabriel à près de 1 400 mètres d'altitude, puis, après un parcours dans ce massif escarpé, traverse la vallée de San Gabriel située à cheval sur les comtés d'Orange et de Los Angeles avant de se jeter dans l'océan Pacifique dans la baie d'Alamitos à Long Beach.

## Bassin versant
Avec un bassin versant d'une superficie de 1 780 km², c'est un des trois principaux cours d'eau qui irrigue l'agglomération du Grand Los Angeles avec les fleuves de Los Angeles et de Santa Ana. Le fleuve, sujet à des crues violentes, a été canalisé sur son cours inférieur et comprend plusieurs barrages destinés à contenir les eaux excédentaires. Son cours supérieur dans les monts San Gabriel est une zone d'excursion populaire pour les habitants de la région, tandis que son cours inférieur traverse une zone complètement urbanisée composée en grande partie de banlieues pavillonnaires.

## Utilisation
Le fleuve fournit environ un tiers de l'eau consommée par l'agglomération de Los Angeles, le reste étant en grande partie amené par des aqueducs alimentés par le fleuve Colorado et des fleuves du nord de la Californie. Les eaux excédentaires du fleuve sont stockées en partie dans les réservoirs de Cogswell, San Gabriel et Morris situés sur le cours du fleuve qui ont une capacité de 105 millions de m³ et en partie dans les aquifères qui ont une capacité totale de 460 millions de m³. L'injection d'eau dans les aquifères, son pompage, l'utilisation des réserves accumulée dans les aquifères et dans les réservoirs est géré par une agence, le Main San Gabriel Basin Watermaster.   

## Galerie d'images

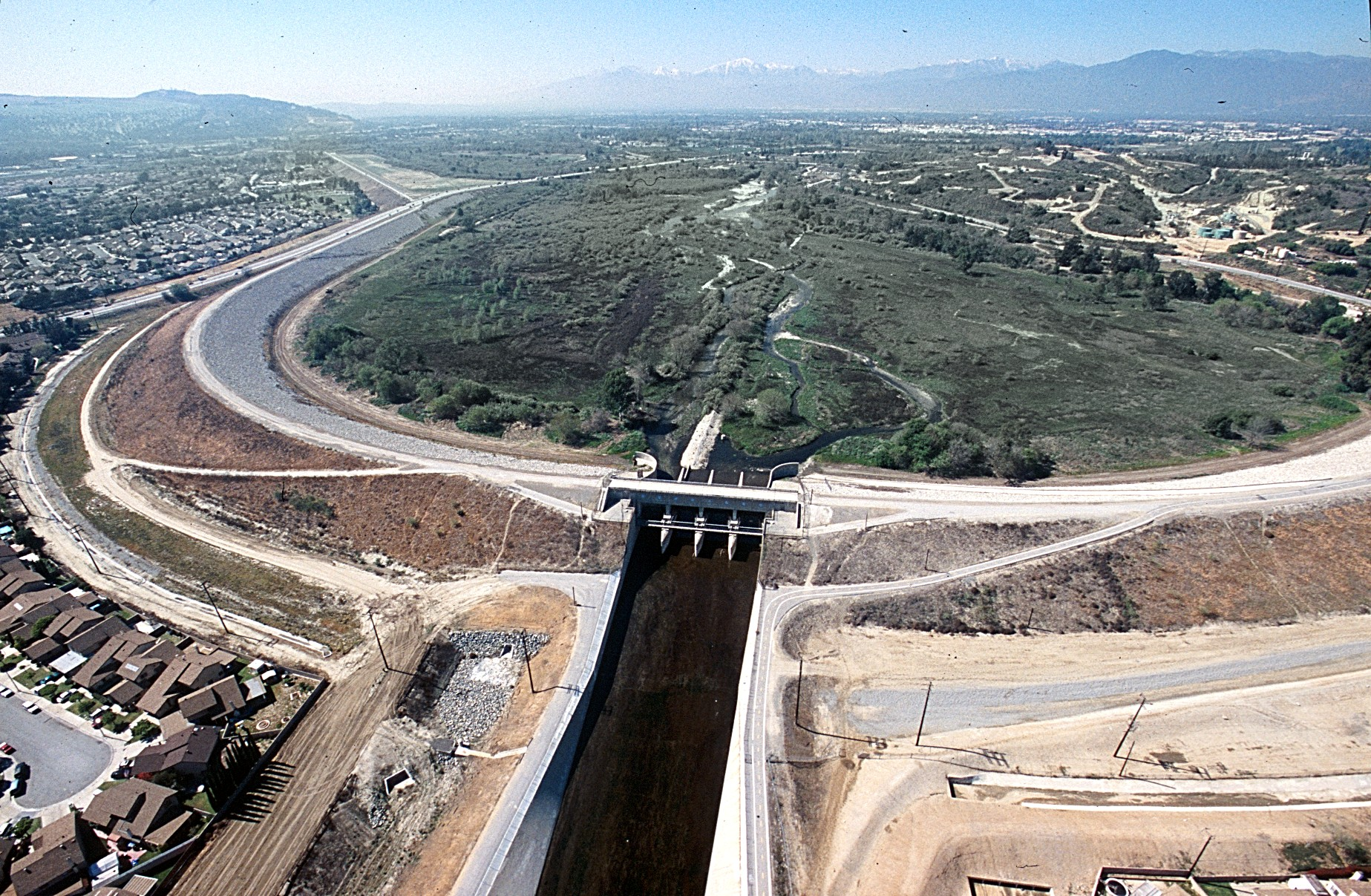
Réservoir de Whittier Narrows
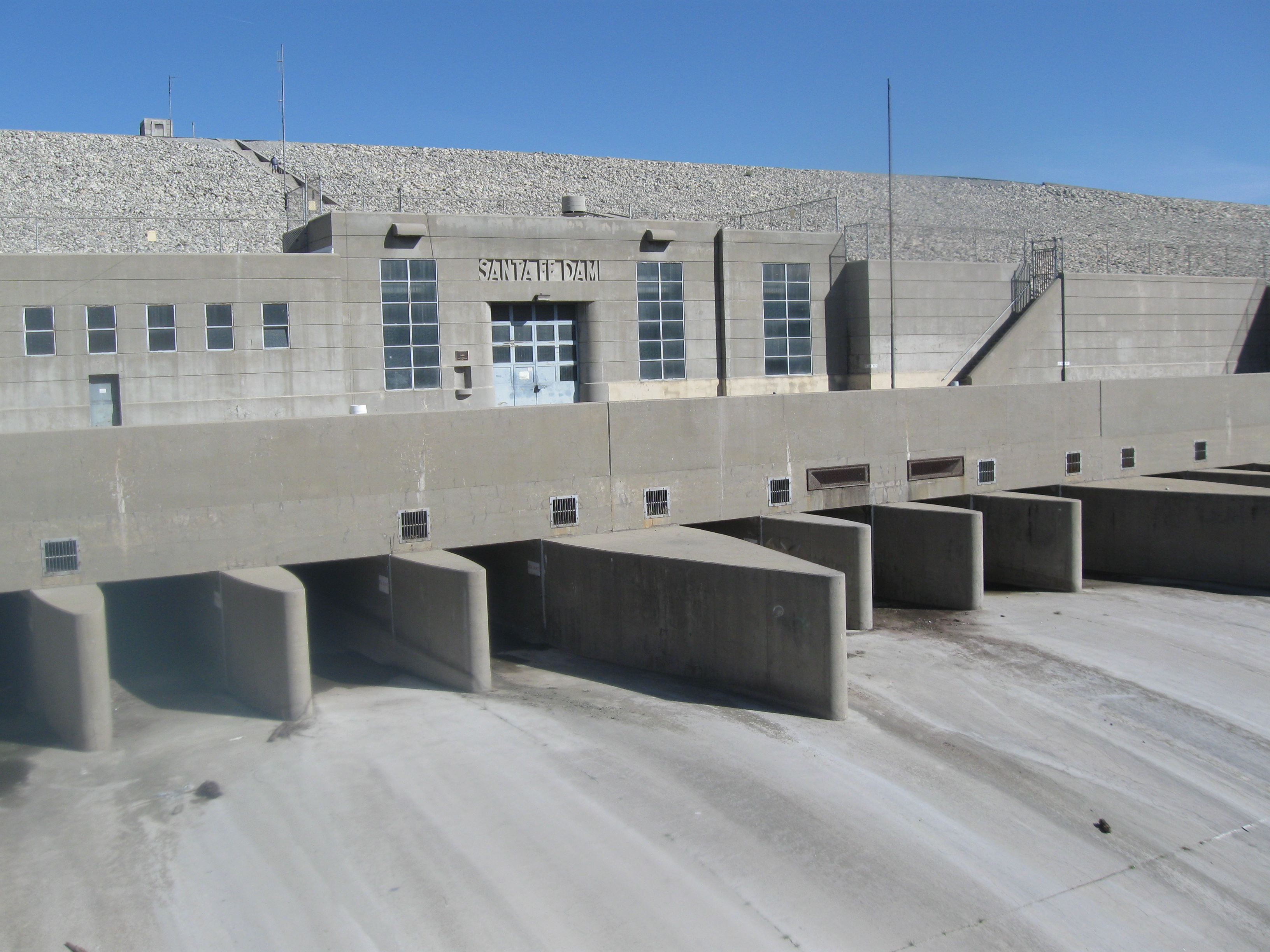
Déversoir du barrage de Santa Fe
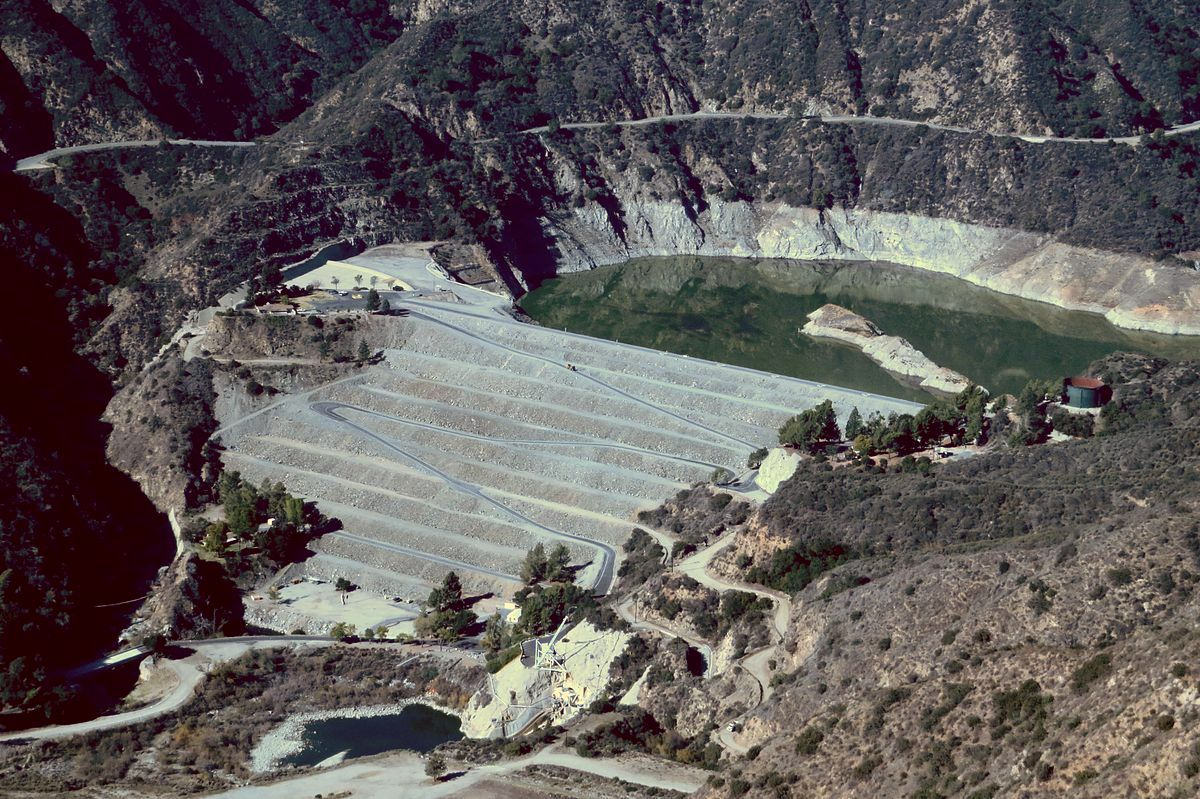
Barrage de San Gabriel
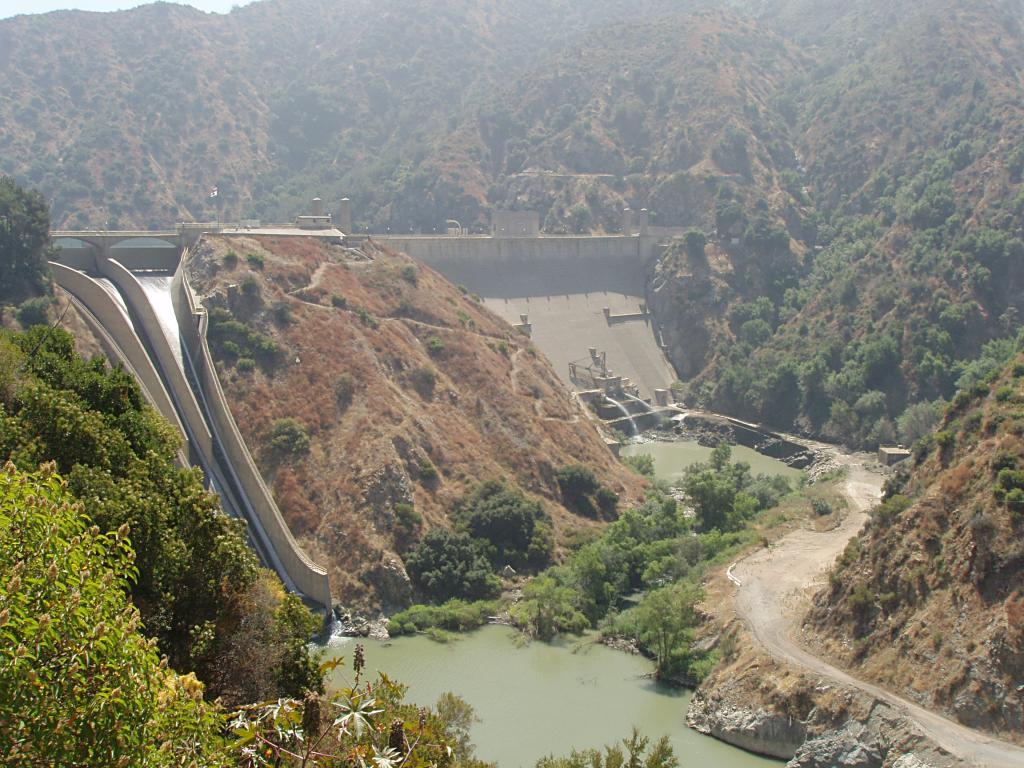
Barrage de Morris
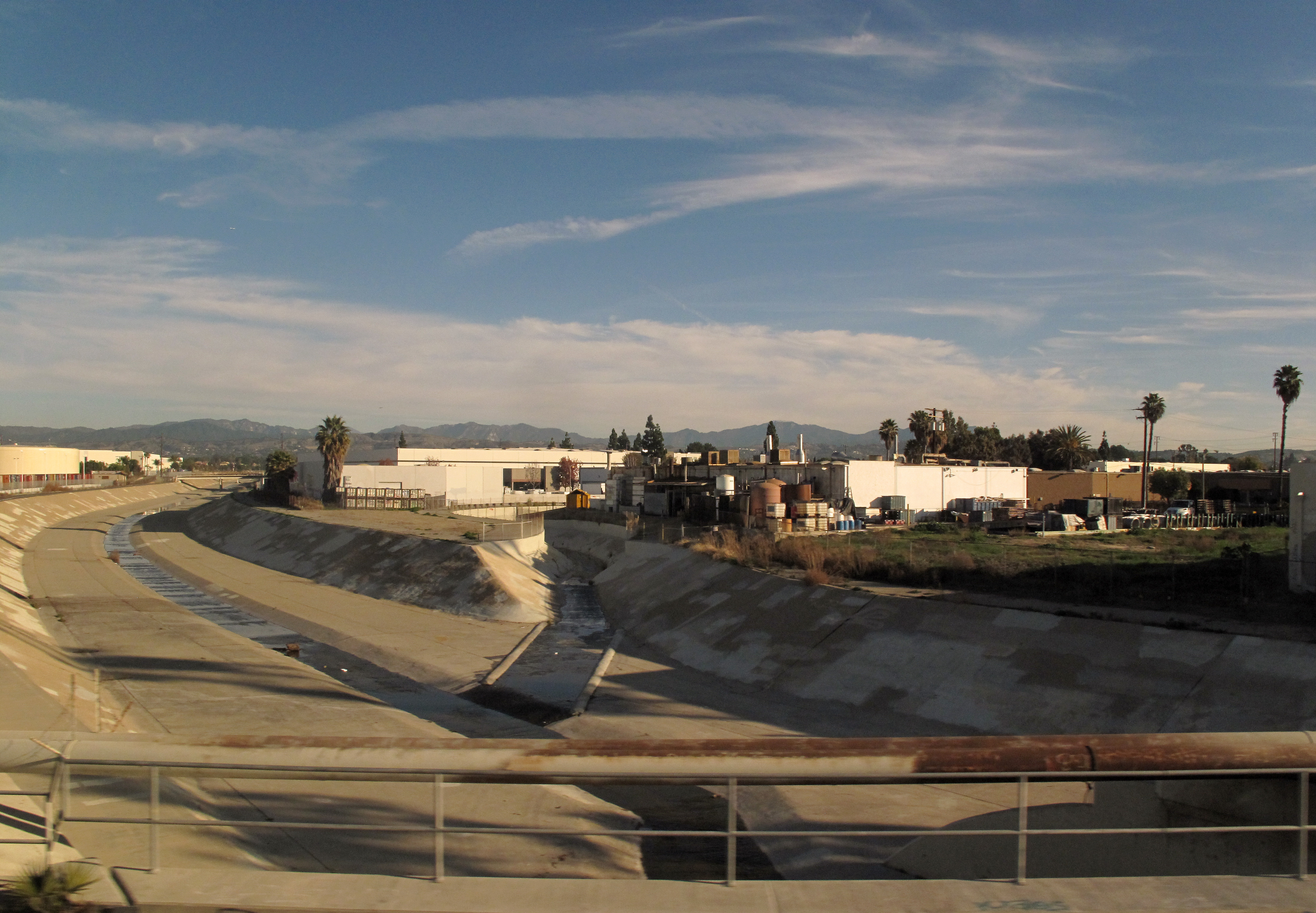
Coyote Creek
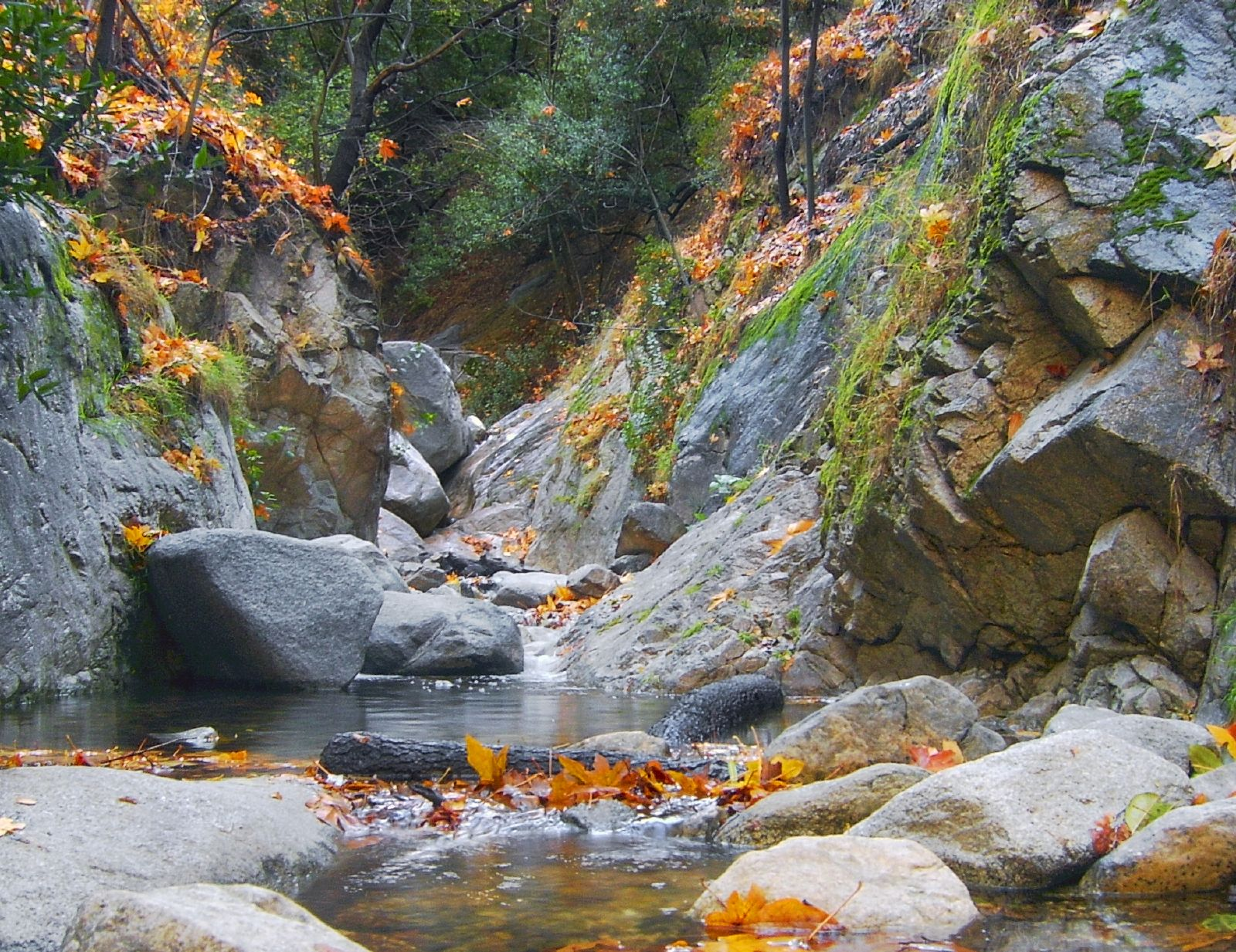
Le fleuve San Gabriel près de sa source
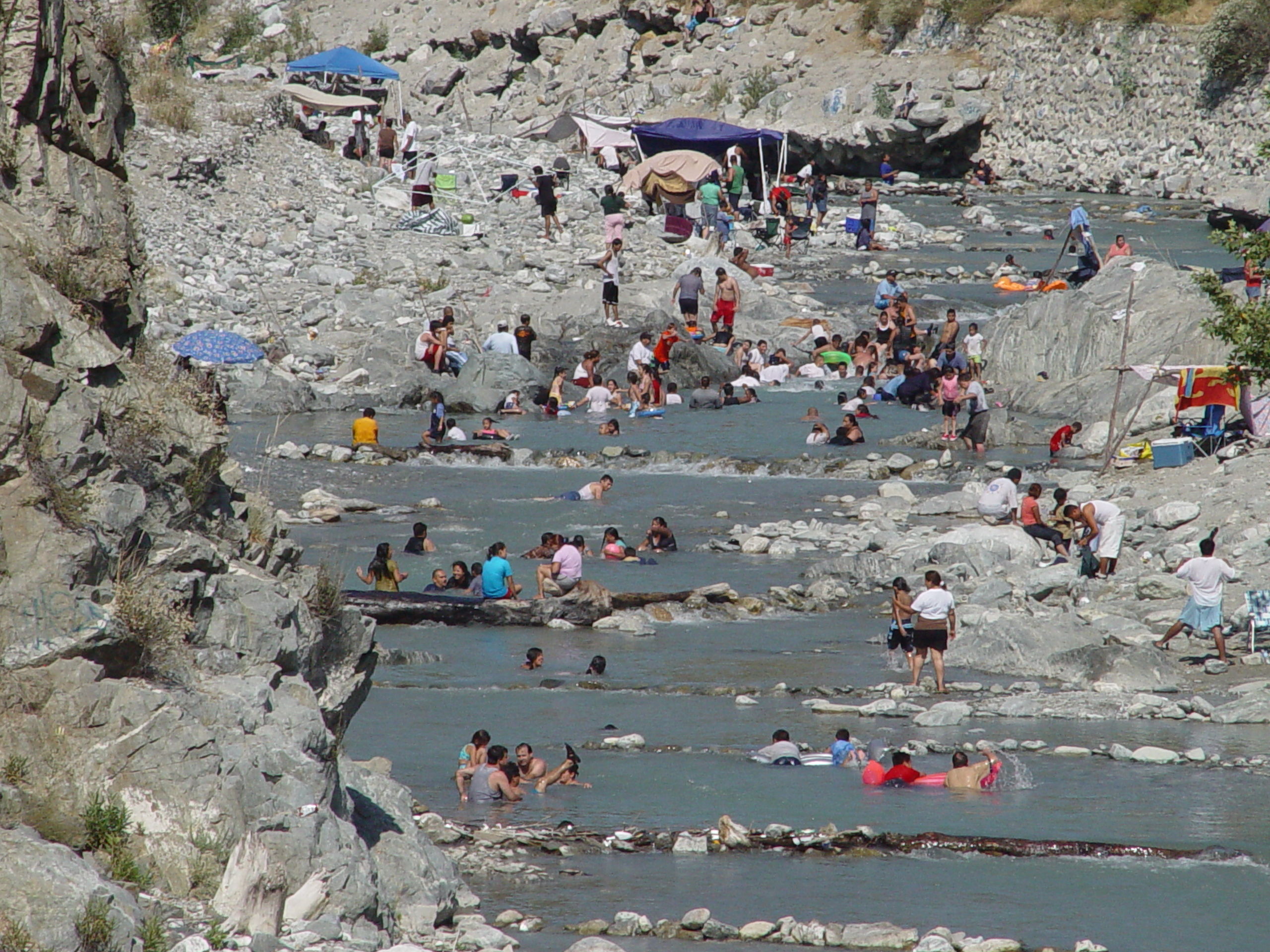
Une section du fleuve au niveau de la East Fork dans la forêt de Los Angeles
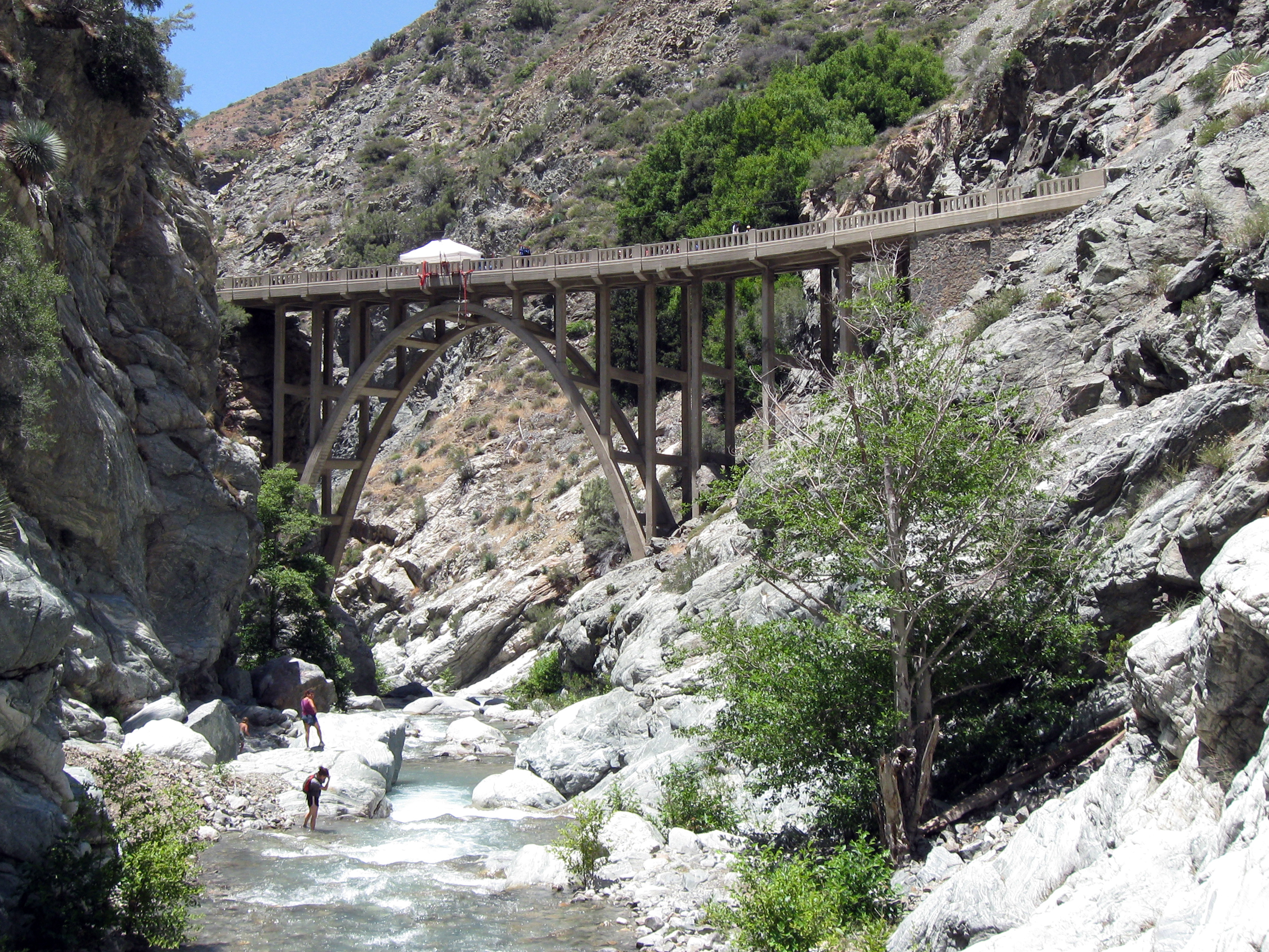
Le "Pont vers nulle part" franchit le fleuve dans les monts San Gabriel.